# Horva kvarn
Horva kvarn är en tidigare vattenkvarn och ett arbetslivsmuseum i Tidersrums socken i Kinda kommun i Östergötland. Den ligger  vid Stångån, vid Norrlångens utlopp i Stångån mot Skirsjön.
Kvarnen är en vattenhjulskvarn med ett underfallshjul och byggdes 1898. Det var en tullkvarn i tre plan, vilken var i bruk till mitten av 1950-talet. 
Intagsrännan är 30 meter lång och 100 centimeter bred. Vattenhjulet har en diameter på mellan tre och fyra meter och är 150 centimeter brett. 
Kvarnen försörjs inte genom en damm. Den renoverades senast under 1980-talet. Fastigheten är i privat ägo, medan själva kvarnen sköts av en ideell förening.